# 부평동 (인천)
부평동(富平洞)은 인천광역시 부평구의 법정동이다. 법정동인 부평동은 행정동인 부평1동, 부평2동, 부평3동, 부평4동, 부평5동, 부평6동으로 이루어져 있다.
일제강점기 때는 병기를 제조하였던 곳이며, 한국 전쟁 때는 미군의 주둔 기지였다. 그러나 지금은 시장과 상가가 집결된 상업의 요지이자, 부평구청이 있어 부평구의 중심지 역할을 하고 있다. 또한 경인철로변에 대규모 공원이 조성될 계획이다.

## 역사
본래 부평도호부 동소정면 대정리(大井里) 지역으로, 1914년에 부천군 부내면에 편입되었다. 1940년에 인천부에 편입되어 소화정(昭和町)이라고 하였다. 1946년에 부평동으로 개칭하였고, 1950년에 부평1∼3동으로 분동하였다. 1970년에 부평1동을 부평1동 동부동과 중부동으로, 부평2동을 부평2동과 동수동으로 분동하였다. 1977년에 동부동을 부평4동으로, 중부동을 5동으로, 서부동을 1동, 부평2동과 동수동을 합쳐 6동으로, 부평3동과 십정2동을 합쳐 부평3동으로 개칭하였다. 1990년에 부평3동을 부평3동과 산곡동으로 분동하였다. 1995년 3월 1일에 북구에서 명칭이 바뀐 부평구에 편입되었다.
부평2동 지역은 ‘삼릉’(미쓰비시)로 불러오고 있다. 일제의 대륙침공 야망에 따라 군수공장을 세우면서 종업원 사택을 지어 새로운 마을이 형성되자 '히로나까 사택'이라 하였으나, 1943년 대동아전쟁 무렵 공장이 미쓰비시 회사로 넘어가 '미쓰비시사택'으로 불리게 되었으며, 이 공장에 공원으로 취업되면 현지징용의 특혜를 주어 한때 징용피신처가 되기도 했다. ‘미쓰비시’이라 했던 것이 해방과 더불어 공장도 없어지고 일본 이름을 버리고 우리말로 ‘삼릉’이라 통용하다가 이제는 대다수가 삼릉으로 부르고 있으나, 현재에도 굳이 일본회사 이름인 ‘삼릉’이라 부를 필요는 없을 것이다.
지금의 부평 3동을 ‘신촌’이라 불러왔다. 이곳을 원래 원통천변의 초지가 무성한 벌판이었는데, 조병창의 확장 공사와 때를 같이 하여, 바로 개울 건너에 '옹중공장' 이란 군수업체가 있어 여기에 공원으로 입사하면 징용이 면제된다 하여, 전국에서 젊은이들이 모여들어 사람들이 자리 잡고 살아 새로운 마을이 생기니 '새마을'이란 뜻에서 ' 신촌'이라 불리게 된 것이다. 이 지역은 준주거지역으로 지정 주택과 근린생활시설이 들어설 수 있도록 계획되어 있으며, 인근에 백운역이 있고 대규모 휴식시설인 부평공원과 미군부대가 이전되면 신촌공원이 계획되어 있어 휴식시설이 갖추어진 주택지가 될 전망이다.

## 연혁
- 구한말 경기도 부평군 동소정면 대정리
- 1914년 경기도 부천군 부내면 대정리
- 1940년 경기도 인천부 편입, 소화정으로 개칭
- 1946년 경기도 인천부 부평동
- 1949년 경기도 인천시 부평동
- 1960년 1월 19일 경기도 인천시 부평1서부동
- 1968년 1월 1일 경기도 인천시 북구 부평1동 서부동
- 1977년 5월 10일 경기도 인천시 북구 부평1동
- 1981년 7월 1일 인천직할시 북구 부평1동
- 1990년 4월 1일 현청사 신축이전
- 1995년 1월 1일 인천광역시 북구 부평1동
- 1995년 3월 1일 인천광역시 부평구 부평1동

## 법정동
- 부평동
- 산곡동
- 십정동

## 교육
- 인천동수초등학교
- 인천개흥초등학교
- 인천부원초등학교
- 인천부흥초등학교
- 인천부평남초등학교
- 인천부평동초등학교
- 인천부평서초등학교
- 부원중학교
- 부원여자중학교
- 부평중학교
- 동수중학교
- 부평고등학교
- 부평여자고등학교

## 공공기관
- 부평교육청
- 부평구청
- 부평우체국

## 문화
- 모다백화점 부평점
- 부평극장
- 자유시장
- 부평시장
- 가톨릭대학교 인천성모병원

## 아파트
| 단지명                      | 건설사                                           | 시행사                                     | 주소                   | 입주        | 비고             |
| --------------------------- | ------------------------------------------------ | ------------------------------------------ | ---------------------- | ----------- | ---------------- |
| 부평 일동대우               | 대우건설                                         | 대우건설                                   | 부평구 부흥로243번길 7 | 1998년 8월  |                  |
| 부평 신성미소지움           | 신성건설                                         | 신성건설                                   | 부평구 경인로 858      | 2005년 6월  |                  |
| e편한세상 부평역 센트럴파크 | 디엘건설㈜                                       | 부평2구역 주택재개발정비사업조합           | 부평구 부영로 35       | 2024년 11월 | 부평2구역 재개발 |
| 부평 중앙하이츠 프리미어    | 중앙건설                                         | 부평한마음 주택재건축정비사업조합          |                        | 2023년 7월  |                  |
| 부평역 해링턴 플레이스      | 진흥기업                                         | 부평4구역 주택재개발정비사업조합           | 부평구 동수로 36       | 2024년 11월 | 부평4구역 재개발 |
| 부평역 화성파크드림         | 화성개발㈜                                       | ㈜연하                                     | 부평구 동수로 80       | 2020년 11월 |                  |
| 부평 SK VIEW 해모로         | 에스케이에코플랜트㈜ 에이치제이중공업㈜ 건설부문 | 부개서초교 북측구역 주택재개발정비사업조합 | 부평구 동수천로 71     | 2023년 2월  |                  |

## 교통

### 도로
주요 도로로는 부평대로와 신촌로, 부천에서 서구 가좌동과 미추홀구 도화동을 잇는 대로가 있다.

### 철도
- 백운역
- 부평역
- 동수역
- 굴포천역
- 부평구청역
- 부평시장역
- 부평삼거리역

## 사진

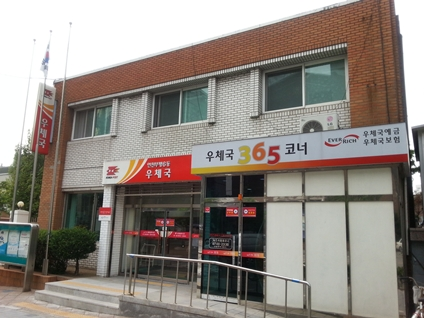
부평6동 우체국